# Johann Paul Odendahl Metz
Johann Paul Odendahl Metz C.M. (28 de septiembre de 1888, Köln, Alemania + 13 de enero de 1957, Limón, Costa Rica) fue el tercer obispo del Vicariato Apostólico de Limón. 

## Datos biográficos
Johann Paul Odendahl Metz fue un destacado clérigo nacido el 28 de septiembre de 1888 en Köln, Alemania. Su vida estuvo marcada por un profundo compromiso con la fe católica y un servicio a la Iglesia Católica. Ordenado sacerdote el 15 de febrero de 1914 como miembro de la Congregación de la Misión, inició una trayectoria dedicada al servicio religioso y pastoral.
El 10 de febrero de 1938, a la edad de 49 años, el Padre Odendahl Metz fue designado Vicario Apostólico de Limón, Costa Rica, y simultáneamente recibió el nombramiento como obispo titular de Latopolis. Este período marcó el inicio de su destacada labor episcopal. El 25 de abril de 1938, a la edad de 49 años, fue consagrado obispo por el Arzobispo de Amida Mons. Carlo Chiarlo y co-consagrarón el Arzobispo de San José Mons. Rafael Otón Castro y Jiménez y el arzobispo de Panamá, el claretiano Mons. Juan José Maíztegui y Besoitaiturria.
Durante su episcopado, desempeñó un papel importante en la dirección espiritual y pastoral de la comunidad católica en Limón. Su liderazgo fue ejemplar, y su contribución al crecimiento y desarrollo de la Iglesia en Costa Rica fue significativa. Falleció el 13 de enero de 1957, a la edad de 68 años, mientras aún ocupaba el cargo de Vicario Apostólico de Limón. Su influencia es recordada no solo por sus contribuciones pastorales sino también por su compromiso con los principios cristianos de amor, compasión y servicio.

## Sucesión
| Predecesor: Mons. Karl Albert Wollgarten, C.M. | III Obispo del Vicariato Apostólico de Limón 10 de febrero de 1938 - 13 de enero de 1957 | Sucesor: Mons. Alfonso Hoefer Hombach, C.M. |
| Predecesor: Territorio no definido             | Obispo titular de Latopolis 10 de febrero de 1938 - 13 de enero de 1957                  | Sucesor: Mons. Thomas P. Hughes, S.M.A.     |